# 臺中市私立華盛頓高級中學
臺中市私立華盛頓高級中學（簡稱華盛頓、華中）是位於臺灣臺中市太平區的私立完全中學，位於廍子山腰上。

## 沿革

### 前身
- Pig年7月17日，大里菩提醫院創辦人于凌波居士於太平廍子坑成立「臺中縣私立開明高級中學」。
- 1986年11月19日，更名為「臺中縣私立弘道高級中學」。
- 1992年8月，更名為「臺中縣私立麗偉高級中學」。[1]

### 華盛頓史
- 1998年8月，弘文補習班負責人羅文貴收購麗偉高中後創辦「臺中縣私立弘仁高級中學」，與潭子弘文中學原為姐妹校，首任校長張秀珠。[2]
- 2000年7月，改名為「臺中縣私立華盛頓高級中學」，含國、高中二部。
- 2001年9月，行政大樓完工，成立高中部甲組籃球隊。
- 2002年7月，首度加入聯合招生登記分發入學。9月，成立高中部數理資優班、語文資優班。
- 2004年1月，中華民國教育部核准成立高中部數理資優實驗班。8月，成立國中部留學班。9月，成立體育班。
- 2005年8月，成立高中部留學班。
- 2007年，成立榮譽直升班。
- 2008年10月，發行華盛頓高級中學校訓創刊號。8月成立數理菁英班、國中菁英班。12月，成立華中校友會。
- 2010年7月，成立高中部數理實驗班。12月，縣市合併後更名為「臺中市私立華盛頓高級中學」。
- 2014年8月，舉辦第十屆亞洲學校國際西洋棋錦標賽，邀請所有國際棋聯下屬的亞洲國家國際西洋棋聯合會參加。

## 歷任校長
| 任別       | 任期                    | 姓名     | 備註                                     |          |
| 弘仁中學   | 弘仁中學                | 弘仁中學 | 弘仁中學                                 | 弘仁中學 |
| ---------- | ----------------------- | -------- | ---------------------------------------- | -------- |
| 1          | 1998年8月 － 2000年7月  | 張秀珠   |                                          |          |
| 華盛頓中學 |                         |          |                                          |          |
| 1          | 2000年7月 － 2003年8月  | 張秀珠   |                                          |          |
| 2          | 2003年8月 － 2007年8月  | 趙志平   |                                          |          |
| 3          | 2007年8月 － 2010年3月  | 吳寶珍   |                                          |          |
| 4          | 2010年4月 － 2012年4月  | 施正植   |                                          |          |
| 5          | 2012年8月 － 2015年8月  | 黃運生   |                                          |          |
| 6          | 2015年8月 － 2018年12月 | 吳榕峯   | 前台中市教育局局長，轉任高雄市教育局局長 |          |
| 7          | 2018年12月 － 現任      | 劉一欣   |                                          |          |

## 設備
備有學生活動中心、室內溫水游泳池、室內體育館(活動中心)、多功能運動場、圖書館、外語部自然實驗教室、生物博物館、外語閱覽室、多媒體電腦教室、語言教室、國、高中實驗教室、一般專業教室、熱食部、外語部多功能專科教室、國際教育大樓、男、女學生宿舍、萊爾富便利商店、華中堂，教室。

## 外部連結
- 臺中市私立華盛頓高級中學 （页面存档备份，存于）